# Wendy Allen
Wendy Irène Allen  , née le 16 novembre 1944 à San Pedro Californie, est une skieuse alpine américaine.

## Résultats sportifs

### Coupe du monde
- Résultat au classement général : 15e en 1968.